# Consultation en gestion
 (septembre 2019).
La consultation en gestion est un service spécialisé dans l'analyse et la solution de problèmes de gestion dans une entreprise ou une organisation.
Le travail du consultant en gestion a pour point de départ des conditions jugées non satisfaisantes et susceptibles d'amélioration; le travail se termine idéalement par des conditions où un changement a été effectué, changement qui doit être perçu comme une amélioration.

## Nature de la consultation en gestion
Les caractéristiques principales de la consultation en gestion sont les suivantes :
- Service professionnel concernant les problèmes de gestion[1]

La consultation en gestion est un service fournissant les connaissances et des habiletés professionnelles en rapport avec les problèmes pratiques de la gestion.
Un individu devient un consultant en gestion dans le sens complet du terme par l'accumulation considérable de connaissances sur les situations variées de la gestion et par l'acquisition d'habilités nécessaires à la solution de problèmes ayant trait à l'identification des problèmes, à la collecte de l'information pertinente, à l'analyse et à la synthèse de cette information, au choix entre les options possibles, à la communication avec le personnel, etc.
Ce qui distingue le consultant, c'est qu'au cours des années, il vient en contact avec une quantité d'entreprises et il apprend comment utiliser l'expérience des projets antérieurs pour manier les nouveaux projets avec adresse.
De plus, le consultant professionnel se tient continuellement au courant des développements dans les techniques et les méthodes de gestion, tient les directeurs d'entreprise au courant de ceux-ci et les assiste dans leur application. Le consultant fonctionne comme un lien entre la théorie et la pratique de la gestion.
- Service conseil

La consultation en gestion est essentiellement un service de conseil. Ceci signifie que le consultant n'est pas engagé pour conduire l'entreprise ou pour prendre des décisions délicates au sujet du comportement de certains directeurs. Il est un conseiller et sa responsabilité se résume à faire des recommandations; le directeur de l'entreprise prend toutes les responsabilités qui en découlent. Cependant, dans la pratique de la consultation, il existe une grande variété de degrés de conseil. Il n'y a pas qu'à donner le bon conseil, mais à le donner de la bonne manière et au bon moment - ce qui représente une qualité fondamentale pour un consultant.
- Service indépendant

La consultation en gestion est un service indépendant. Cette caractéristique principale de son rôle se traduit par le détachement du consultant. Mais cette indépendance signifie en même temps que le consultant entre en relation très complexe avec l'organisation étudiée et les personnes avec qui il a à travailler. Il n'a aucune autorité directe pour décider des changements à implanter. Il a à maitriser l'art d'être un agent de changement sérieux, sans pour autant abdiquer son indépendance. Il doit donc, dans toutes les tâches qu'il accomplit, impliquer le plus possible les directeurs dans son travail pour que le résultat final soit une réalisation commune.
- Service ne fournissant pas de solutions miracles

La consultation en gestion n'est pas un service fournissant des solutions miracles aux problèmes difficiles de gestion. Ce serait une erreur de croire qu'une fois le consultant engagé, la vie va devenir facile pour la direction de l'entreprise. La consultation est un travail difficile, systématique et discipliné, basé sur l'analyse des données réelles et sur la recherche de solutions pratiques. Un engagement réel de la direction de l'entreprise à résoudre des problèmes et une coopération étroite entre le directeur de l'entreprise et le consultant sont aussi importants que la qualité des conseils du consultant.

## Facteurs de succès dans un projet de consultation en gestion
Pour qu'un projet de consultation réussisse, certaines conditions doivent être respectées :
- Le client doit reconnaître qu'il y a un problème, une situation à améliorer.
- Le client doit désirer sincèrement une amélioration de sa situation.
- Le client doit désirer collaborer avec le consultant en lui fournissant toute l'information requise.
- Le client doit être prêt à payer pour les services rendus.
- Une compatibilité doit exister entre le client et le consultant.

La présence de ces conditions n'assure pas automatiquement le succès d'un projet de consultation, mais le manque d'une de ces conditions peut certainement mettre en péril le projet de consultation.

## Dangers
Il est important de connaître les conditions qui peuvent compromettre la réalisation d'un projet de consultation.
- Lorsque le client indique au début qu'il ne veut pas effectuer de changement et désire que le consultant le supporte dans ses efforts à maintenir le statu quo.
- Lorsque le client veut influencer les recommandations du consultant.
- Lorsque le client n'est pas en position pour effectuer les changements.
- Lorsque le client croit que le consultant réalisera le travail sans son assistance.
- Lorsque le client s'attend à des résultats sur une période trop courte.
- Lorsque le client restreint l'étendue de l'étude.
- Lorsque le client n'est pas prêt à payer un prix réaliste.
- Lorsque le consultant manque d'expérience pertinente.

Lorsqu'un consultant effectue des travaux de consultation dans ces conditions, il ne peut produire un travail de qualité qui soit à la satisfaction du client.

## Éthique professionnelle
En tant que professionnel, le consultant en gestion se doit de respecter les règles suivantes :
- Placer l'intérêt du client au-dessus de ses propres intérêts.
- N'accepter aucun projet de consultation qui excède l'étendue des connaissances du consultant.
- Garder confidentielle l'information concernant le client et n'en prendre aucun avantage.
- Ne détenir aucun intérêt de contrôle dans une entreprise compétitrice de celle du client sans le dévoiler.
- Ne pas inviter un employé du client à considérer un poste chez un autre employeur.
- Présenter des recommandations d'une façon pratique et qui soit comprise par le client.

La consultation en gestion est une profession qui exige de la part de celui qui la pratique des qualités exceptionnelles dans les domaines de l'analyse et de la compréhension des problèmes de gestion, dans la communication de ses observations et de ses recommandations, dans l'implantation des solutions, et finalement, dans ses relations avec le client. N'importe qui peut prétendre être un consultant en gestion, mais un client qui désire un travail de qualité ne peut prendre n'importe qui.

## Services de consultation en gestion
Les services de consultation en gestion sont aussi nombreux que les problèmes, les besoins et les défis que l'on retrouve dans les entreprises et les organisations. Les principaux services de consultation portent sur les sujets suivants : la gestion stratégique, la gestion financière, la gestion des ressources humaines, la gestion des systèmes d'information, la gestion du marketing et la gestion de la production.

### Consultation en gestion stratégique
La consultation en gestion stratégique comprend un ensemble d'activités qui visent à fournir à la direction d'une entreprise les outils de base nécessaires à une bonne gestion de ses opérations. Ces activités comprennent le diagnostic de l'entreprise et la planification stratégique.
1. Le diagnostic de l'entreprise
Le but d'un diagnostic dans une entreprise est de définir correctement le problème perçu et d'en orienter la solution. Le diagnostic vise à faire une revue complète des activités et des ressources de l'entreprise, à examiner et à évaluer la performance de l'entreprise. En résumé, cette étude comprend une évaluation passée, présente et future des opérations de l'entreprise, une évaluation de ses forces et faiblesses et l'identification des possibilités d'amélioration.
L'approche essentielle est de faire une revue dynamique et globale de l'entreprise, de son environnement, de ses objectifs, de ses activités, de ses ressources et de ses résultats.
Par dynamique, nous entendons un examen des principaux résultats et événements survenus durant la vie de l'entreprise, un examen des tendances futures telles que reflétées dans les plans existants ou évaluées par le consultant. Selon cette façon d'analyser, par exemple, une force actuelle peut être de nature passée alors qu'une nouvelle faiblesse, quoique cachée au moment présent, peut devenir une menace pour l'entreprise dans le futur. Le consultant est à la recherche d'opportunités futures pour l'entreprise; son travail d'analyse doit s'orienter vers ces opportunités.
Par globale, nous entendons que le consultant examinera l'entreprise comme un tout, même si le problème spécifié est à l'intérieur d'une fonction ou d'un processus.
2. La planification stratégique
La planification stratégique implique tous les éléments dont une entreprise a besoin pour déterminer ses options principales et ses stratégies. Dans quel domaine l'entreprise devrait-elle opérer ? Quel est le marché à desservir ? Quels sont les objectifs à long terme et les stratégies à développer ? Comment devraient se déployer les ressources parmi les activités principales de l'entreprise ?
Dépendamment des conditions d'une entreprise, les recommandations d'un consultant en gestion sur les orientations principales peuvent avoir des conséquences à long terme sur les affaires d'une entreprise. Les objectifs à long terme peuvent être d'augmenter la productivité, d'augmenter les ventes, d'introduire de nouveaux produits sur le marché, d'éliminer certains produits marginaux, d'acquérir des entreprises ou de nouveaux produits. Le développement de ces objectifs implique des décisions sur les acquisitions et les fusions, le développement des produits, la structure financière de l'entreprise, la structure organisationnelle, la part du marché, ainsi que les aspirations à long terme touchant la croissance et la profitabilité de l'entreprise.

### Consultation en gestion financière
Par sa nature, la finance entre dans tous les domaines d'une entreprise : c'est un moyen de se procurer des ressources pour les opérations de l'entreprise et c'est aussi une mesure de la performance et des résultats d'une entreprise.
Dans le but d'examiner la nature de la consultation en gestion financière, nous avons établi cinq secteurs de consultation possibles : le développement de l'entreprise, les études économiques, les programmes d'amélioration des profits, l'assistance aux entreprises en difficultés financières et enfin, la gestion des ressources financières.
1. Le développement de l'entreprise
Le développement d'une entreprise peut porter sur la construction d'une nouvelle usine, l'addition d'un nouveau produit, le changement d'un processus de production, l'installation d'un nouvel équipement, l'entrée dans un nouveau marché, le choix d'un nouvel entrepôt, etc. Dans chacun de ces domaines, le consultant en gestion mesure les ressources requises et les revenus et les coûts qui découleront. Le but d'un projet de consultation est d'évaluer si les bénéfices prévus justifient les ressources que le directeur de l'entreprise désire utiliser dans son projet d'expansion.
Si un directeur d'entreprise planifie de prendre de l'expansion par l'acquisition ou la fusion d'entreprises, il peut engager un consultant pour évaluer les conséquences financières de son projet. Les fusions sont utilisées pour unir des entreprises qui ont des intérêts communs. La motivation peut être d'ordre fiscal ou d'ordre administratif. Les acquisitions sont faites pour une des deux raisons suivantes : pour accélérer l'expansion en obtenant immédiatement une entrée dans un nouveau domaine, produit ou marché ; ou pour obtenir de nouvelles installations. Le dernier point peut être nécessaire pour une entreprise dans le but d'augmenter ses capacités de production ou pour moderniser celles déjà existantes.
2. Les études économiques
Dans tous les cas où un directeur d'entreprise a à choisir entre deux ou plusieurs façons d'exécuter une activité, un consultant en gestion peut être utilisé pour évaluer quelle serait l'activité la plus favorable. Ce domaine est très vaste et peut inclure les décisions telles que : acheter ou louer un nouvel équipement, acheter ou produire certaines pièces d'équipement, développer un nouveau produit ou acheter une licence, etc.
Essentiellement, la méthode du consultant est similaire dans tous les exemples : pour chacune des alternatives, il évalue le montant des ressources à investir, les revenus qui seront produits et les coûts qui en découleront. Il compare chacune des alternatives afin d'identifier celle qui produira le plus grand retour sur investissement sur une certaine période de temps.
3. Les programmes d'amélioration des profits
Un programme d'amélioration des profits vise à amener des réductions substantielles des coûts dans tous les domaines de l'entreprise. Dans un tel programme, tous les éléments de coûts doivent être analysés, évalués et réduits.
Un programme d'amélioration des profits peut représenter une expérience traumatisante pour une entreprise s'il est réalisé sans tenir compte des employés. Quand un consultant est requis pour ce genre de travail, il doit agir fermement mais en prenant soin de préserver le moral des employés.
De plus, il est important que les changements se produisent sans détériorer l'image de l'entreprise.
4. L'assistance aux entreprises en difficultés financières
Tous les efforts doivent être simultanément concertés dans le but d'améliorer toutes les opérations de l'entreprise, dans l'espoir d'avoir des résultats immédiats et substantiels. Ce genre d'étude est entreprise quand une compagnie fonctionne à un niveau non acceptable de rendement. En général, ces entreprises sont dans une position de perte et nécessitent des actions correctives draconiennes pour rester solvables.
Chaque étude est différente. Cependant, certaines étapes devraient être suivies dans le but d'obtenir le maximum de résultats :
1) Éliminer les services, les usines et les produits non rentables.
2) Réduire d'une façon radicale les frais généraux contrôlables.
3) Modifier la composition des produits dans le but de mettre l'accent sur les articles les plus profitables.
4) Employer uniquement des professionnels de haute qualité dans les positions-clés.
5) Prendre uniquement les commandes auxquelles on peut répondre. Livrer les produits à temps, à l'intérieur des coûts estimés et en accord avec les standards de qualité et les spécifications.
6) Améliorer les achats du matériel et des pièces.
7) Améliorer les méthodes de travail dans l'usine et dans le bureau.
8) Maintenir le surtemps au minimum.
9) Établir des objectifs réalistes et des systèmes de motivation du personnel.
10) Installer un système efficace de contrôle des coûts.
11) Mesurer la performance du personnel objectivement.
5. La gestion des ressources financières
Dans la gestion des ressources financières, il y a deux éléments importants à considérer : le premier se rapporte aux sources de fonds et le deuxième aux utilisations de fonds.
Dans l'analyse des sources de fonds, le consultant examine la structure de capital du client et suggère un juste équilibre entre la part des actionnaires et les créanciers. Il considère aussi les conditions du marché de l'argent, les candidats dans l'obtention du capital de risques ou des emprunts, et les coûts de financement à court terme ou à long terme. La politique de dividendes de l'entreprise est aussi révisée afin d'assurer un réinvestissement des profits.
Dans l'analyse des utilisations des fonds, la recommandation du consultant vise un juste équilibre des actifs fixes et courants de l'entreprise. Dans ce domaine, il peut faire ressortir les relations qui existent entre les coûts, le volume et les profits de l'entreprise.

### Consultation en gestion des ressources humaines
Le consultant en gestion dans le domaine des ressources humaines, travaille sur l'aspect humain d'une organisation. Les principaux domaines de la gestion des ressources humaines concernent principalement les politiques de personnel, les méthodes de gestion du personnel et l'évaluation des ressources humaines.
1. Les politiques de personnel
Les principales politiques de personnel touchent le recrutement, la formation, les promotions et les transferts, les augmentations de salaires, les relations patronales-ouvrières, etc. Le consultant peut développer ces politiques ou évaluer les politiques déjà existantes en fonction des résultats obtenus.
Pour qu'une politique de personnel soit considérée comme telle, elle doit respecter certains critères :
1) La politique doit être écrite, compréhensible et complète.
2) La politique doit être consistante avec les politiques d'autres organisations comparables.
3) La politique doit être consistante avec les autres politiques et objectifs de l'entreprise.
4) La politique doit être le résultat d'une large discussion et d'une consultation auprès des employés de l'entreprise.
2. Les méthodes de gestion du personnel
A. La sélection du personnel
Le choix d'une personne plutôt qu'une autre pour une tâche spécifique est basé sur le fait que chaque individu a ses propres caractéristiques. En général, des processus et des techniques sont disponibles pour identifier et mesurer les habilités et les traits requis dans la sélection et le placement du personnel. La principale technique de sélection est l'interview des candidats par le consultant.
B. L'évaluation des tâches
Cette activité consiste à décrire le travail et à évaluer les tâches à l'aide d'une méthode de points dans le but de déterminer la valeur du travail et de développer la structure salariale.
C. La motivation des employés
Chaque organisation, dont le but est d'atteindre certains objectifs économiques et sociaux mais qui dispose, par ailleurs, de ressources limitées, essaie de motiver son personnel par un ensemble de stimulants.
Un consultant en gestion peut être requis pour assister dans la définition des outils et des stratégies à utiliser. Ceci peut comprendre par exemple : 1) L'amélioration du climat général de l'organisation. 2) L'élargissement du contenu du travail de l'employé. 3) L'établissement de systèmes de motivation.
D. Lévaluation de la performance
L'expérience démontre que les mesures d'évaluation de la performance améliorent en général leur précision au fur et à mesure que le niveau de performance augmente. Malheureusement, l'expérience démontre aussi que, dans la pratique, les évaluations de la performance dans la plupart des organisations sont en général des évaluations subjectives faites par le supérieur immédiat.
Les évaluations doivent être reliées à la performance actuelle, les évaluateurs doivent être sensibilisés aux techniques d'évaluation de la performance et, finalement, les objectifs de travail doivent être clairement définis.
E. Les programmes de formation
Un consultant en gestion peut être demandé par un directeur d'entreprise dans les domaines suivants :
1) l'identification des besoins en formation;
2) la préparation de politiques, plans et programmes de formation;
2) le choix du personnel de formation et des méthodes et techniques de formation appropriées;
4) l'utilisation des ressources internes de formation;
5) l'utilisation des ressources externes de formation;
6) l'organisation d'une fonction de formation et l'entraînement des instructeurs.
3. L'évaluation des ressources humaines
Le but d'une évaluation des ressources humaines est de fournir l'information et les explications sur les pratiques concernant le personnel. Cette évaluation s'opère à travers tous les services et consiste à obtenir l'information de nature quantitative et qualitative à partir des différents rapports appuyés par des interviews, des questionnaires, des discussions, etc.

### Consultation en gestion des systèmes d'information
Aucun système d'information n'est une fin en soi. Un consultant en gestion en est très conscient. Mais dans des situations pratiques, cette vérité générale, apparemment évidente, prend la forme de questions et de réponses plus spécifiques. Fréquemment, le consultant entend des plaintes de la direction d'une entreprise au sujet de l'absence d'information pertinente et au sujet de délais concernant la réception de l'information. Si ce type de problème est soumis au consultant, celui-ci examine la relation qui existe entre l'information et les différents types d'actions pour lesquels cette information est requise. Ce qui semble être un simple problème d'information peut se révéler une faiblesse dans le système décisionnel.
Si le directeur et le consultant sont convenus que le problème peut être résolu en améliorant l'information, ils doivent conserver fermement en vue l'utilisation de l'information et la distinction entre l'information vitale et l'information souhaitable.
Ceci peut être atteint si le directeur est conscient que l'information a un coût et une valeur. La valeur de l'information est en général difficile mais non impossible à quantifier. Le coût en est moins difficile. Le consultant a la responsabilité de rendre le directeur conscient des aspects coût-bénéfice de l'information et de justifier les propositions des systèmes d'information avec la méthode d'analyse des coûts et des bénéfices.
Une variété de questions concernant le quand et le comment peuvent aussi être demandées. Le consultant peut agir objectivement comme arbitre dans les conflits entre les besoins et les priorités.
Un consultant en gestion devrait déterminer tous les besoins en information de l'entreprise en collectant les données dans les principaux services.
Un système complet devrait inclure des programmes pour analyser les tendances, devrait fournir une aide pour développer des solutions possibles aux problèmes complexes de l'entreprise, devrait être un outil efficace pour les communications dans l'entreprise et pour amener la direction à réagir rapidement face aux différentes situations.
Le consultant, dans ce domaine, développe tous les rapports de gestion nécessaires et établit des contrôles efficaces pour s'assurer de la précision et de la fiabilité de l'information. La grosseur de l'entreprise et la nature de ses opérations détermineront le type de rapports à produire et le degré de précision des contrôles.
Dans tous ces travaux, pour assurer un succès dans l'implantation d'un système d'information, le consultant se doit de travailler en collaboration avec le personnel de l'entreprise. La complexité technique apparente et le jargon des spécialistes ont créé des barrières psychologiques que plusieurs directeurs ont de la difficulté à traverser. Le consultant en gestion est bien placé pour établir une relation entre le technicien en informatique et la direction de l'entreprise.

### Consultation en gestion du marketing
Le travail de consultation dans les activités de marketing d'une entreprise diffère de plusieurs façons de celui touchant les autres fonctions de l'entreprise. C'est par son marketing que l'entreprise se trouve en contact avec les entité externes (clients et compétiteurs) qui ont des existences indépendantes. La survie de l'entreprise dépend de la façon dont elle réussit à s'adapter aux conditions du marché influencées par les activités de ces entités.
Dans le marketing, nous retrouvons deux types d'activités principales : les activités qui consistent à définir la stratégie de développement de l'entreprise et les activités qui consistent à mettre en application les plans définis et qui se traduisent par la vente des produits, la publicité, la distribution des produits, etc. La définition de la stratégie de développement de l'entreprise relève de la haute direction de l'entreprise, alors que les opérations de mise en marché peuvent être réalisées par les responsables du marketing.
1. La stratégie du marketing
Les décisions stratégiques dans le marketing ont des implications sur l'ensemble de l'entreprise et sur chaque fonction particulière telle la production, les finances, etc.
Un bon point de départ est de classer l'orientation de l'entreprise. Il y a trois classifications possibles : une entreprise orientée vers le produit, vers la production ou vers le marché. Une entreprise orientée vers le produit met l'accent sur le produit lui-même, alors qu'une entreprise orientée vers la production met l'accent sur la conception du produit et les modifications de celui-ci. Dans ces deux cas, les considérations du marché sont ignorées ou presque. Dans une entreprise dont l'orientation est axée sur le marché, les décisions sont basées sur l'analyse des besoins et de la demande du marché.
L'objectif est de saisir les opportunités offertes par le marché. Cette approche peut produire des effets positifs sur les deux autres orientations et permettre, ce qui est plus important, d’identifier de nouvelles possibilités. La direction de l'entreprise peut être amenée à se poser les questions suivantes :
1. Quels problèmes de nos clients nos produits peuvent-il résoudre plus économiquement ou plus adéquatement que les produits des autres manufacturiers ?
2. Qui a ces problèmes ?
3. Quelles circonstances particulières chez nos clients, actuels ou potentiels, pourraient nous amener à modifier nos produits, nos conditions de livraison, etc. ?
Penser en fonction de solutions à fournir aux problèmes est un outil très utile dans le marketing. Il aide considérablement dans la recherche de nouveaux produits pour les clients actuels et dans la recherche de nouveaux clients pour les produits actuels.
Ces analyses peuvent servir de base aux recommandations du consultant concernant l'addition et l'élimination de certains produits. Quelquefois, elles peuvent identifier la nécessité d'une analyse plus approfondie de certains facteurs tels : la fixation des prix, la politique de crédit, l'image de l'entreprise, etc.
2. Les opérations de marketing
Toutes les entreprises n'ont pas la même conception des opérations qui font partie des fonctions de marketing et de celles qui n'en font pas partie. Les ventes, la publicité, les promotions, les relations avec les distributeurs et les études de marché sont considérées par la plupart des entreprises comme incluses dans les responsabilités du directeur de marketing; cependant, la situation concernant le développement des nouveaux produits, la conception des produits et de l'emballage, le transport et l'entreposage des produits finis, est, en général, moins claire. Ces dernières activités peuvent générer des conflits entre le directeur de la production et le directeur du marketing.

### Consultation en gestion de la production
La production est essentiellement un processus de transformation de certaines matières premières en produits finis ou services. Comme telle, la fonction production n'est pas seulement réservés aux opérations d'usine mais aussi à d'autres activités, telles les opérations de construction, de transport, de santé et même de services.
Ce processus de transformation nécessite, de la part du directeur de la production, des décisions dans le but d'obtenir le meilleur résultat, compte tenu de la quantité désirée, de la qualité désirée, à une date requise et à un coût minimum. La tâche du consultant en gestion est de conseiller la direction sur les meilleurs moyens d'atteindre ses objectifs.
Le consultant peut aborder l'analyse systématique de la production en examinant les aspects reliés aux produits (composition des produits, utilisation du matériel, minimisation des pertes, standardisation du matériel, contrôle de la qualité), aux méthodes de production (aménagement des locaux et circulation du travail, manutention du matériel, entretien, méthodes de travail, standards de rendement, planification de la production, contrôle de l'inventaire) et au personnel.
Concernant les méthodes de travail, ce domaine consiste à examiner comment sont effectuées les opérations et comment les rendre plus efficaces. Quoiqu'il puisse exister plusieurs méthodes, la priorité doit être donnée aux activités critiques parce qu'elles constituent souvent des goulots d'étranglement ou parce qu'elles sont répétées par un grand nombre d'opérateurs.
Quant au facteur humain dans la production, il est le facteur déterminant dans toute opération. Il pourrait être naïf de proposer ou tout simplement d'implanter des recommandations sans impliquer le personnel concerné ou sans en examiner l'impact sur les employés. Dans la production, il y a quatre domaines principaux où l'on doit considérer cet aspect :
1. Les conditions physiques de travail
2. La sécurité
3. La satisfaction au travail
4. La participation des employés